# La Tierce Personne
La Tierce Personne est un roman québécois paru en 2000 écrit par Serge Lamothe, publié aux éditions L'instant même.

## Synopsis
Second tome de la Trilogie des Godin, ce roman propose une version différente de l'histoire relatée dans La Longue Portée. Le narrateur, Mathieu Arbour, après s'être lui-même livré aux autorités, confesse les meurtres de Stephen Galaczy et Charles Godin en présence de Simon, le fils de ce dernier. Arbour, qui se définit comme un homme rangé, révèle avoir agi dans le but de venger son frère Luc (alias Choucas), dont la disparition, vingt ans plus tôt, a bouleversé son existence.

## Sources
- Salon double - critique de Pierre-Paul Ferland, « Les rejetons du nomade fantasmatique »
- Journal Voir, Montréal - critique de Pascale Navarro, « L'évangile selon Mathieu », 5 avril 2000
- Journal Voir, Montréal - critique d'Alexandre Vigneault, « Serge Lamothe, écrivain », 1er septembre 1999